# Unkelhäusser Károly
Unkelhäusser Károly (Vukovár, 1866. január 15. – Budapest, 1938. február 20.) horvát-szlavónországi politikus, horvát-szlavón-dalmát tárca nélküli miniszter.

## Életrajza
Atyja, Unkelhäusser Ádám, vukovári uradalmi bognár (vietor dominalis), anyja, Fries Maria, uradalmi konyhafőnökasszony (celarista dominalis) volt. Egyetemi tanulmányait a kolozsvári tudományegyetem jog- és államtudományi karán végezte, ahol 1888-ban diplomázott, majd a közigazgatásban helyezkedett el. 1892–1895 között tisztviselő volt a vukovári járásban. 1895-ben rövid időre miniszteri fogalmazó lett a Kereskedelemügyi Minisztériumban, de még abban az évben a vukovári járás főszolgabírójává nevezték ki. Ezt a tisztséget is alig egy évig viselte, mert 1896-ban a Horvát-Szlavón-Dalmát Minisztériumban lett titkár. 1901-ben Szerém vármegye alispánjává nevezték ki, amit 1904-ig látott el. Ezután visszatért a Horvát-Szlavón-Dalmát Minisztériumba, ahol különböző tisztségeket töltött be. 1912. december 20-tól Cuvaj Ede (Slavko Cuvaj) horvát bánt helyettesítette tisztségében annak 1913. július 21-iki végleges leváltásáig.
1915. április 2-án Bosznia-Hercegovina tartományi főnökhelyettesévé nevezték ki, ahonnét 1917. augusztus 18-án távozott a horvát-szlavón-dalmát tárca nélküli miniszteri poszt betöltéséért. Ezen állásából az őszirózsás forradalom 1918. október 31-iki győzelmével elsodorta, de két nappal később, november 2-án már mint kijelölt horvát bán tevékenykedett azzal a megbízással, hogy Dalmácia, Bosznia-Hercegovina és Horvát-Szlavónországok egyesülését kikiáltsa a Magyar Királyság keretein belül. A kísérlet azonban túl későinek bizonyult; a nevezett területek egyesültek ugyan, de nem Magyarország, hanem a Szerb Királyság égisze alatt (több más tartománnyal és területtel kiegészülve) az újonnan létrehozott Szerb–Horvát–Szlovén Királyságban. Emiatt tényleges báni kinevezésére már nem került sor, mivel a tisztség a Horvát-Szlavón-Dalmát Minisztériummal egyetemben fölöslegessé vált és megszűnt.

## Házassága és leszármazottjai
Feleségül vette nemes Littke Ilona Anna (Pécs, 1868. március 18.–Budapest, 1950. március 5.) kisasszonyt, nemes Littke Ferenc (1831-1901), A Duna-gőzhajózási társaság bányafelügyelője, és Graff Matild (1832–1901) lányát. A házasságukból született:
- Unkelhäusser Ernő (Budapest, 1892. december 11. –Budapest, 1973. november 2.), számvevőségi tanácsos, könyvelő, 1945-től az FKP tagja.[3]
- dr. Unkelhäusser Ferenc (Budapest, 1894. február 26.–Budapest, 1968. január 14.), kamarai titkár, kereskedelmi és iparkamarai előadó.[4] Első neje: fületinczi és loóki Kelcz Malvin (Budapest, 1903. március 29.–Villa Carlos Paz, Argentína, 1983. április 18.). Második felesége: Kleiszner Jolánka (Budapest, 1894. május 30. –Budapest, 1965. augusztus 11.).
- Unkelhäusser Károly (Budapest, 1897. július 26.–Balatonszárszó, 1981. január 4.), huszárőrnagy. Felesége: gönczruszkai gróf Kornis Margit (Budapest, 1900. május 4.–Ettelbruck, Luxemburg, 1973. szeptember 13.).[5]
- Unkelhäusser Miklós (1902–1985), itélőtáblai tanácselnök.[6]